# Donna di Caviglione
La donna di Caviglione, o Dama del Caviglione, è uno scheletro umano femminile scoperto nel 1872 da Émile Rivière nella grotta del Caviglione, ai Balzi Rossi, nel comune di Ventimiglia in Liguria.

## Descrizione
Si tratta di uno scheletro fossile di una donna di circa 37 anni, intorno ai 190 cm, che probabilmente aveva avuto due gravidanze. Il corpo era ricoperto di ocra rossa, sepolto sul fianco sinistro, rivolto verso occidente, con le mani vicino al volto e le gambe ripiegate.
Indossava un copricapo di conchiglie e denti di cervo, simile a quelle coeve ritrovate associate alla donna di Paglicci e alla donna di Ostuni ritrovate in Puglia, e al cosiddetto Principe di Arene Candide ritrovato in Liguria nella Caverna delle Arene Candide, come anche alcune statuine (ad. esempio la cosidetta Signora di Brassempouy), circostanze che hanno fatto ipotizzare che queste cuffie non fossero utlizzati unicamente come oggetti funebri, ma come veri e propri copricapi utilizzati in vita. Il reperto attualmente è esposto all'Institut de Paleontologie Humaine di Parigi.